# Giuseppe Maria Tomasi

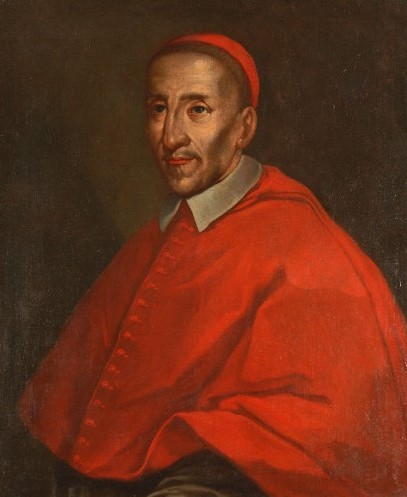
Hl. Giuseppe Maria Kardinal Tomasi (Gemälde von Vincenzo Milione, 18. Jhd.)

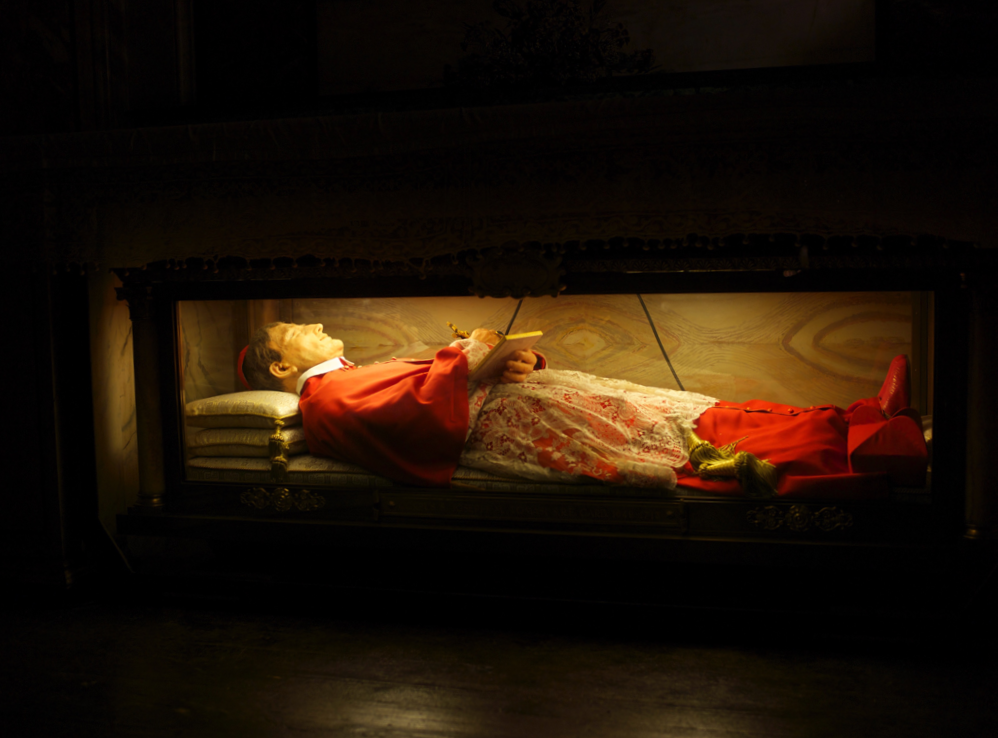
Wachsfigur seines Leichnams in der Theatiner-Kirche in Rom

Giuseppe Maria Tomasi (* 12. September 1649 in Alicata (heute: Licata) auf Sizilien; † 1. Januar 1713 in Rom) war ein italienischer Kardinal und Heiliger der Römisch-katholischen Kirche. In liturgiewissenschaftlicher Literatur wird er der lateinischen Tradition folgend meist als J. M. Thomasius geführt.

## Leben
Tomasi stammte aus dem Hause der Fürsten von Lampedusa. Als Jugendlicher trat er in den Orden der Theatiner ein, legte 1666 sein Ordensgelübde ab und empfing 1673 in Rom die Priesterweihe. Inhaltlicher Schwerpunkt seiner theologischen Arbeit war die Liturgieforschung. Er galt als der „Fürst der römischen Liturgiker“.
Ab 1704 übernahm er unter Papst Clemens XI. wichtige Kirchenämter, darunter das Amt des Konsultors der Kongregation für die Riten und der Kongregation für Ablässe und die heiligen Reliquien. Kurz vor seinem Tod wurde Tomasi 1712 zum Kardinal erhoben.

## Heiligsprechung und Verehrung
1803 wurde Giuseppe Maria Tomasi von Pius VII. seliggesprochen, am 12. Oktober 1986 erfolgte in der Vatikanbasilika die Heiligsprechung durch Papst Johannes Paul II. Seine Ruhestätte fand Tomasi zunächst in seiner Titelkirche Santi Silvestro e Martino ai Monti, wurde jedoch 1971 in die römische Theatiner-Kirche Sant’Andrea della Valle umgebettet.